# Annabella Balduvino
Annabella Margarita Balduvino Márquez(San Carlos, 21 de abril de 1948) es una fotógrafa uruguaya.

## Biografía
De padres fotógrafos, Balduvino estuvo vinculada a la fotografía desde pequeña. En 1966, junto con su familia, se trasladó a Montevideo para estudiar. Fue estudiante de Servicio Social en la Universidad de la República.
Fue militante del Movimiento de Liberación Nacional-Tupamaros, estuvo presa y en diciembre de 1973 se exilió en Francia. En París estudió Fotografía y Economía Política. Posteriormente desarrolló proyectos en Perú, Bolivia, Chile y Ecuador, retornando a Uruguay en 1987.
En 1982 realizó su primera exposición y desde entonces expone regularmente en muestras colectivas e individuales, tanto en Uruguay como en el exterior.
En 1993 junto a su esposo Carlos Sanz creó Aquelarre Escuela de fotografía, institución distinguida por Premios Morosoli en la categoría Institucional en 2010. Actualmente es coordinadora del equipo docente y también ejerce la docencia directa.
Fotografías suyas han sido publicadas en diarios, revistas, libros de fotografías y publicaciones académicas, tanto en Uruguay como en el exterior. Ha sido jurado en concursos de fotografía en Uruguay, Argentina y Perú. Ayudó a la creación del Museo de la Memoria. Es miembro de la asociación de Madres y Familiares de Uruguayos Detenidos Desaparecidos. Desde su creación, en 2015, es parte del equipo Imágenes del Silencio.
Integra el staff de la plataforma digital Contratapa. siendo autora de varios artículos, y ha participado como columnista permanente en varios programas radiales.

## Obra

### Publicaciones
- 2000: Taller Aquelarre - Fotografías. Varios autores
- 2001: Nomeolvides[6]
- 2012: fotografías en el libro Típica de cabaret de Marcelo Fiorentino
- 2013: fotografías en el libro Como si la silla vacía de Margaret Randall
- 2019: fotografías en el libro Intermittences: Memory, justice, and the poetics of the visible in Uruguay de Ana Forcinito

### Exposiciones
- 1989: en el Museo Regional Carolino, Annabella Balduvino - Retrospectiva
- 1992: en la sala de exposiciones de Obras Sanitarias del Estado, El Señor de los Milagros
- 2002: en la ciudad de Santa Fe, Argentina, en el marco del Foro contra la Impunidad y por la Justicia, exposición fotográfica y presentación del libro Nomeolvides
- 2007: en el festival internacional Fotograma organizado por el Centro de Fotografía de Montevideo, como expositora y curadora
- 2007: en la Plaza de la Bandera (Montevideo) intervención urbana fotográfica Más de doscientos junto a Elbio Ferrario
- 2009: en la Plaza de los Treinta y Tres en el marco del 2º festival internacional Fotograma, intervención urbana fotográfica Nomeolvides junto a Elbio Ferrario
- 2011: en la sede de la Federación de Funcionarios de Salud Pública, en el marco de Fotograma 2011, participa en exposición Del grano al pixel
- 2012: en el Museo de la Memoria instalación Nomeolvides como coordinadora
- 2013: en el Centro Cultural Metropolitano (Quito), participa en exposición Miradas sureñas
- 2015: en la fotogalería del Parque Rodó, participa en exposición Imágenes del silencio: 20 años de marchas
- 2020: en fotogalerías y redes sociales, participa en propuesta fotográfica múltiple Imágenes del silencio: 196 abrazos contra el olvido
- 2021: en fotogalería Goes, participa en exposición Imágenes del silencio: otras formas de decir presente

### Curadurías
- 1994: Martín Chambi, en el Cabildo de Montevideo
- 2005: Homenaje a Dina Pintos del Castillo, en Centro de Fotografía de Montevideo
- 2007: Ser como soy, de Rafael Sanz, en Arteatro, en el marco de Fotograma 2007
- 2007: Nada nuevo bajo el sol, de Diana Mines, en el Centro Cultural de España en Montevideo
- 2007: Montevideo como lienzo, de Silvina Baraybar
- 2009: Memoria a la vista, de Nancy Urrutia, en el Museo de la Memoria
- 2009: Memoria a la vista, de Nancy Urrutia, en la Plaza Artigas, ciudad de Mercedes (Uruguay)
- 2013: Muestra aniversario Taller Aquelarre 20 años, en el Museo Torres García y en la Fotogalería Parque Rodó
- 2016: Refugiados aún después de la muerte. En busca de la verdad, la justicia y la reconciliación, de Jonathan Moller, en el Museo de la Memoria
- 2017: Travesía 1972-1986, de Sergio Padilla, en el Museo de la Memoria
- 2018: Contra el olvido, de Mariana Greif, en el Museo de la Memoria
- 2018: Sembrando memorias. A 50 años del asesinato de Líber Arce, en Fotogalería Peñarol
- 2019: Caravana de los migrantes: ellos son nosotros, de Cristopher Rogel Blanquet, en el Museo de la Memoria y en el Museo de las Migraciones

### Artículos en contratapa
- Fotografía y pasado[7]
- Nada crece a la sombra[8]
- ¿Qué nos dicen las fotografías?[9]
- Hay historias de finales inciertos[10]
- La otra mitad de la historia[11]
- Las múltiples formas de decir ¡presente![12]
- Libertad o Muerte[13]
- Hacer visible lo invisible[14]
- A propósito de la muestra fotográfica Expo Democracia[15]
- Dios nos salve[16]
- Alta moda[17]